# Supercopa de los Países Bajos
La Supercopa de fútbol de los Países Bajos, llamada oficialmente Supercopa Johan Cruyff (en neerlandés: Johan Cruijff Schaal) en homenaje al exjugador, es la competición de fútbol profesional que enfrenta cada inicio de temporada al campeón de la Eredivisie y al campeón de Copa de los Países Bajos.

## Historia
El partido de inauguración se jugó el 25 de junio de 1949, entre el campeón de liga el SVV Schiedam y el ganador de la Copa el Quick 1888 Nijmegen, en el estadio de Goffert, en Nimega. De ahí se abandonó la competición durante más de cuatro décadas.
La Federación Neerlandesa de Fútbol recuperó la competición en 1991 bajo el nombre de PTT Telecom Cup, y el partido se jugaba siempre en el estadio Stadion Feijenoord de Róterdam. Después de tres años, el patrocinador PTT Telecom se retiró y se restableció el nombre de Supercopa de los Países Bajos.
Desde 1996 se le denomina Johan Cruijff Schaal y desde ese mismo año y hasta el 2016 el partido se jugaba en el Amsterdam Arena de Ámsterdam. Desde el año 2017 el trofeo se disputa en el estadio del campeón de liga.
Según la normativa, si un equipo en una misma temporada obtiene la liga y la copa, la supercopa se debe disputar ante el subcampeón de la liga.
El torneo supone el inicio de una nueva temporada en las competiciones de fútbol en los Países Bajos.

## Trofeo
El trofeo es una placa de plata de 60 centímetros de diámetro. Es similar a los trofeos que reciben los campeones de la Eredivisie. El texto grabado en el trofeo es el siguiente:
Borde, arriba: "Johan Cruijff Schaal XV" (o: "Johan Cruyff Trophy X", por lo que Cruijff con 'ij' en oposición a la ortografía internacional que usa una 'y' y un número en números romanos que indica la edición).
Centro: "KNVB y la fecha del partido.
Borde, abajo: Los equipos que juegan el partido, con el campeón de la liga nacional nombrado en segundo lugar.

## Historial
| Ed.                  | Temporada                       | Campeón                                            | Resultado                                          | Subcampeón                                         | Sede de la final              | Nota(s)    |
| -------------------- | ------------------------------- | -------------------------------------------------- | -------------------------------------------------- | -------------------------------------------------- | ----------------------------- | ---------- |
| I                    | 1949                            | SVV Schiedam (1)                                   | 2 - 0                                              | Quick 1888 Nijmegen                                | Goffert Stadion, Nijmegen     |            |
|                      | No se disputó entre 1950 y 1990 |                                                    |                                                    |                                                    |                               |            |
| II                   | 1991                            | Feyenoord Róterdam (1)                             | 1 - 0                                              | PSV Eindhoven                                      | Stadion Feijenoord, Róterdam  |            |
| III                  | 1992                            | PSV Eindhoven (1)                                  | 1 - 0                                              | Feyenoord Róterdam                                 | Stadion Feijenoord, Róterdam  |            |
| IV                   | 1993                            | Ajax de Ámsterdam (1)                              | 4 - 0                                              | Feyenoord Róterdam                                 | Stadion Feijenoord, Róterdam  |            |
| V                    | 1994                            | Ajax de Ámsterdam (2)                              | 3 - 0                                              | Feyenoord Róterdam                                 | Estadio Olímpico, Ámsterdam   |            |
| VI                   | 1995                            | Ajax de Ámsterdam (3)                              | 2 - 1                                              | Feyenoord Róterdam                                 | Stadion Feijenoord, Róterdam  |            |
| Johan Cruijff-schaal |                                 |                                                    |                                                    |                                                    |                               |            |
| VII                  | 1996                            | PSV Eindhoven (2)                                  | 3 - 0                                              | Ajax de Ámsterdam                                  | Amsterdam Arena, Ámsterdam    |            |
| VIII                 | 1997                            | PSV Eindhoven (3)                                  | 3 - 1                                              | Roda JC Kerkrade                                   | Amsterdam Arena, Ámsterdam    |            |
| IX                   | 1998                            | PSV Eindhoven (4)                                  | 2 - 0                                              | Ajax de Ámsterdam                                  | Amsterdam Arena, Ámsterdam    |            |
| X                    | 1999                            | Feyenoord Róterdam (2)                             | 3 - 2                                              | Ajax de Ámsterdam                                  | Amsterdam Arena, Ámsterdam    |            |
| XI                   | 2000                            | PSV Eindhoven (5)                                  | 2 - 0                                              | Roda JC Kerkrade                                   | Amsterdam Arena, Ámsterdam    |            |
| XII                  | 2001                            | PSV Eindhoven (6)                                  | 3 - 2                                              | FC Twente                                          | Amsterdam Arena, Ámsterdam    |            |
| XIII                 | 2002                            | Ajax de Ámsterdam (4)                              | 3 - 1                                              | PSV Eindhoven                                      | Amsterdam Arena, Ámsterdam    |            |
| XIV                  | 2003                            | PSV Eindhoven (7)                                  | 3 - 1                                              | FC Utrecht                                         | Amsterdam Arena, Ámsterdam    |            |
| XV                   | 2004                            | FC Utrecht (1)                                     | 4 - 2                                              | Ajax de Ámsterdam                                  | Amsterdam Arena, Ámsterdam    |            |
| XVI                  | 2005                            | Ajax de Ámsterdam (5)                              | 2 - 1                                              | PSV Eindhoven                                      | Amsterdam Arena, Ámsterdam    |            |
| XVII                 | 2006                            | Ajax de Ámsterdam (6)                              | 3 - 1                                              | PSV Eindhoven                                      | Amsterdam Arena, Ámsterdam    |            |
| XVIII                | 2007                            | Ajax de Ámsterdam (7)                              | 1 - 0                                              | PSV Eindhoven                                      | Amsterdam Arena, Ámsterdam    |            |
| XIX                  | 2008                            | PSV Eindhoven (8)                                  | 2 - 0                                              | Feyenoord Róterdam                                 | Amsterdam Arena, Ámsterdam    |            |
| XX                   | 2009                            | AZ Alkmaar (1)                                     | 5 - 1                                              | SC Heerenveen                                      | Amsterdam Arena, Ámsterdam    |            |
| XXI                  | 2010                            | FC Twente (1)                                      | 1 - 0                                              | Ajax de Ámsterdam                                  | Amsterdam Arena, Ámsterdam    |            |
| XXII                 | 2011                            | FC Twente (2)                                      | 2 - 1                                              | Ajax de Ámsterdam                                  | Amsterdam Arena, Ámsterdam    |            |
| XXIII                | 2012                            | PSV Eindhoven (9)                                  | 4 - 2                                              | Ajax de Ámsterdam                                  | Amsterdam Arena, Ámsterdam    |            |
| XXIV                 | 2013                            | Ajax de Ámsterdam (8)                              | 3 - 2                                              | AZ Alkmaar                                         | Amsterdam Arena, Ámsterdam    |            |
| XXV                  | 2014                            | PEC Zwolle (1)                                     | 1 - 0                                              | Ajax de Ámsterdam                                  | Amsterdam Arena, Ámsterdam    |            |
| XXVI                 | 2015                            | PSV Eindhoven (10)                                 | 3 - 0                                              | FC Groningen                                       | Amsterdam Arena, Ámsterdam    |            |
| XXVII                | 2016                            | PSV Eindhoven (11)                                 | 1 - 0                                              | Feyenoord Róterdam                                 | Amsterdam Arena, Ámsterdam    |            |
| XXVIII               | 2017                            | Feyenoord Róterdam (3)                             | 1 - 1 (4 - 2 pen.)                                 | Vitesse Arnhem                                     | Stadion Feijenoord, Róterdam  | [ nota 1 ] |
| XXIX                 | 2018                            | Feyenoord Róterdam (4)                             | 0 - 0 (6 - 5 pen.)                                 | PSV Eindhoven                                      | Philips Stadion, Eindhoven    |            |
| XXX                  | 2019                            | Ajax de Ámsterdam (9)                              | 2 - 0                                              | PSV Eindhoven                                      | Johan Cruyff Arena, Ámsterdam |            |
|                      | 2020                            | No se disputó debido a la pandemia de coronavirus. | No se disputó debido a la pandemia de coronavirus. | No se disputó debido a la pandemia de coronavirus. |                               |            |
| XXXI                 | 2021                            | PSV Eindhoven (12)                                 | 4 - 0                                              | Ajax de Ámsterdam                                  | Johan Cruyff Arena, Ámsterdam |            |
| XXXII                | 2022                            | PSV Eindhoven (13)                                 | 5 - 3                                              | Ajax de Ámsterdam                                  | Johan Cruyff Arena, Ámsterdam |            |
| XXXIII               | 2023                            | PSV Eindhoven (14)                                 | 1 - 0                                              | Feyenoord Róterdam                                 | Stadion Feijenoord, Róterdam  |            |
| XXXIV                | 2024                            | Feyenoord Róterdam (5)                             | 4 - 4 (4 - 2 pen.)                                 | PSV Eindhoven                                      | Philips Stadion, Eindhoven    |            |
| XXXV                 | 2025                            | PSV Eindhoven (15)                                 | 2 - 1                                              | Go Ahead Eagles                                    | Philips Stadion, Eindhoven    |            |

## Títulos por club
| Club                | Títulos | Subtítulos | Años campeón                                                                             |
| ------------------- | ------- | ---------- | ---------------------------------------------------------------------------------------- |
| PSV Eindhoven       | 15      | 7          | 1992, 1996, 1997, 1998, 2000, 2001, 2003, 2008, 2012, 2015, 2016, 2021, 2022, 2023, 2025 |
| Ajax Ámsterdam      | 9       | 10         | 1993, 1994, 1995, 2002, 2005, 2006, 2007, 2013, 2019                                     |
| Feyenoord Róterdam  | 5       | 7          | 1991, 1999, 2017, 2018, 2024                                                             |
| FC Twente           | 2       | 1          | 2010, 2011                                                                               |
| FC Utrecht          | 1       | 1          | 2004                                                                                     |
| AZ Alkmaar          | 1       | 1          | 2009                                                                                     |
| SVV Schiedam        | 1       | 0          | 1949                                                                                     |
| PEC Zwolle          | 1       | 0          | 2014                                                                                     |
| Roda JC Kerkrade    | 0       | 2          |                                                                                          |
| Quick 1888 Nijmegen | 0       | 1          |                                                                                          |
| SC Heerenveen       | 0       | 1          |                                                                                          |
| FC Groningen        | 0       | 1          |                                                                                          |
| Vitesse Arnhem      | 0       | 1          |                                                                                          |
| Go Ahead Eagles     | 0       | 1          |                                                                                          |

### Clasificación histórica de Puntos
Actualizado a 4 de agosto de 2023.
| Pos. | Club               | Temp. | PJ | PG | PE | PP | GF | GC | Dif. | Puntos | Títulos |
| ---- | ------------------ | ----- | -- | -- | -- | -- | -- | -- | ---- | ------ | ------- |
| 1.º  | PSV Eindhoven      | 21    | 21 | 14 | 1  | 6  | 40 | 21 | +19  | 43     | 14      |
| 2.º  | Ajax Ámsterdam     | 19    | 19 | 9  | 0  | 10 | 33 | 35 | -2   | 27     | 9       |
| 3.º  | Feyenoord Róterdam | 11    | 11 | 2  | 2  | 7  | 6  | 17 | -11  | 8      | 4       |
| 4.º  | FC Twente          | 3     | 3  | 2  | 0  | 1  | 5  | 4  | +1   | 6      | 2       |
| 5.º  | AZ Alkmaar         | 2     | 2  | 1  | 0  | 1  | 7  | 4  | +3   | 3      | 1       |
| 6.º  | SVV Schiedam       | 1     | 1  | 1  | 0  | 0  | 2  | 0  | +2   | 3      | 1       |
| 7.º  | PEC Zwolle         | 1     | 1  | 1  | 0  | 0  | 1  | 0  | +1   | 3      | 1       |
| 8.º  | FC Utrecht         | 2     | 2  | 1  | 0  | 1  | 5  | 5  | 0    | 3      | 1       |
| 9.º  | Vitesse Arnhem     | 1     | 1  | 0  | 1  | 0  | 1  | 1  | 0    | 1      | -       |
| 10.º | Quick Nijmegen     | 1     | 1  | 0  | 0  | 1  | 0  | 2  | -2   | 0      | -       |
| 11.º | FC Groningen       | 1     | 1  | 0  | 0  | 1  | 0  | 3  | -3   | 0      | -       |
| 12.º | Roda JC Kerkrade   | 2     | 2  | 0  | 0  | 2  | 1  | 5  | -4   | 0      | -       |
| 13.º | SC Heerenveen      | 1     | 1  | 0  | 0  | 1  | 1  | 5  | -4   | 0      | -       |